# 張曦雯
張曦雯（ケリー・チャン、英語: Kelly Cheung, 1990年5月11日 - ）は、香港の女優、司会。

## 出演作品

### テレビドラマ
- 律政強人（2016年）
- 跳躍生命線（2018年）
- 白色強人（2019年）
- 解決師 （2019年）
- 法證先鋒IV（2020年）
- 木棘証人（2020年）
- 踩過界II（2020年）